# سانتايبانييز إل ألتو
بلدية سانتايبانييز إل ألتو (بالإسبانية: Santibáñez el Alto)‏، هي بلدية تقع في مقاطعة قصرش والتي تقع في منطقة إكستريمادورا، غرب إسبانيا.
يبلغ عدد سكانها 537 نسمة وفقاً لإحصائية سنة (2002).